# Hedqvistia
Hedqvistia is een geslacht van vliesvleugeligen uit de familie Pteromalidae. De wetenschappelijke naam van dit geslacht is voor het eerst geldig gepubliceerd in 2003 door Gibson.

## Soorten
Het geslacht Hedqvistia is monotypisch en omvat slechts de volgende soort:
- Hedqvistia reticulata Gibson, 2003